# Uddevalla (comuna)
Uddevalla (em sueco: Uddevalla kommun;  ouça a pronúncia) é uma comuna da Suécia localizada no condado da Västra Götaland. 
Sua capital é a cidade de Uddevalla. 
Possui 638 quilômetros quadrados e segundo censo de 2018, havia 56 259.
A comuna está situada na parte central da província da Bohuslän, na margem sul do fiorde Gullmarn e em frente da ilha de Orust.

## Localidades principais
Localidades com mais população da comuna (2019):

| # | Localidade | População |
| - | ---------- | --------- |
| 1 | Uddevalla  | 36 121    |
| 2 | Ljungskile | 4 024     |
| 3 | Kurveröd   | 1 405     |

## Comunicações
A comuna de Uddevalla é servida pela estrada europeia E6 (Trelleborg-Strömstad) e pela estrada nacional 44 (Uddevalla–Götene), assim como pelas linhas férreas de Bohusbanan (Gotemburgo-Strömstad) e Älvsborgsbanan (Uddevalla-Borås).                                                                                             
Dispõe do porto de Uddevalla na própria cidade de Uddevalla.

## Património turístico
Entre os pontos de interesse da comuna, pode ser destacado:

- Museu da Bohuslän (Bohusläns museum) - Museu regional em Uddevalla, dedicado à natureza, cultura e história da região
- Bancos de conchas de Kulröd (Kuröds skalbankar; bancos formados há mais de 10 000 anos)
- Gustavsberg (casa balnear de 1774, com fonte de água natural, restaurante e pousada da juventude)

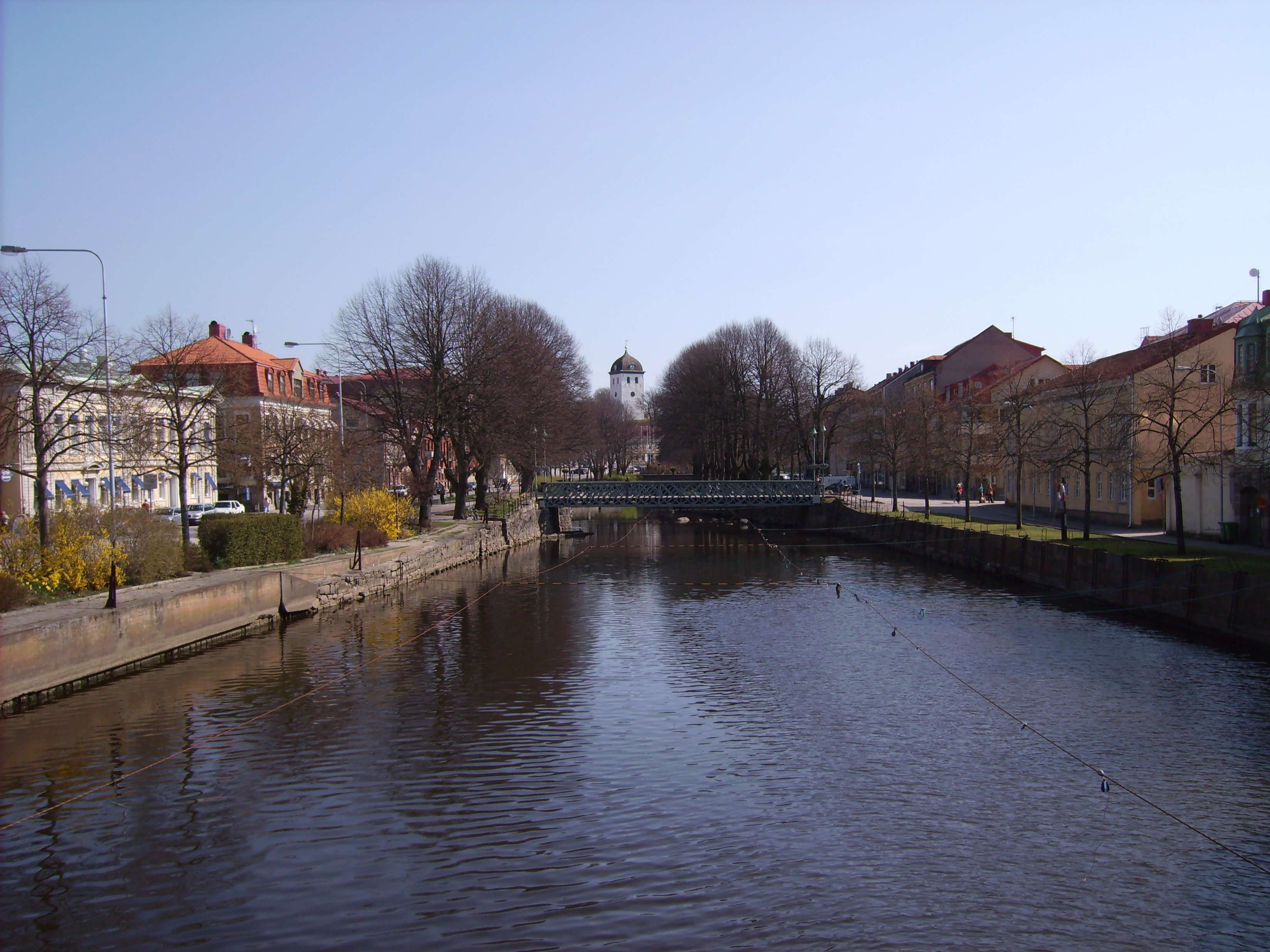
A cidade de Uddevalla, atravessada pelo rio Bäveån
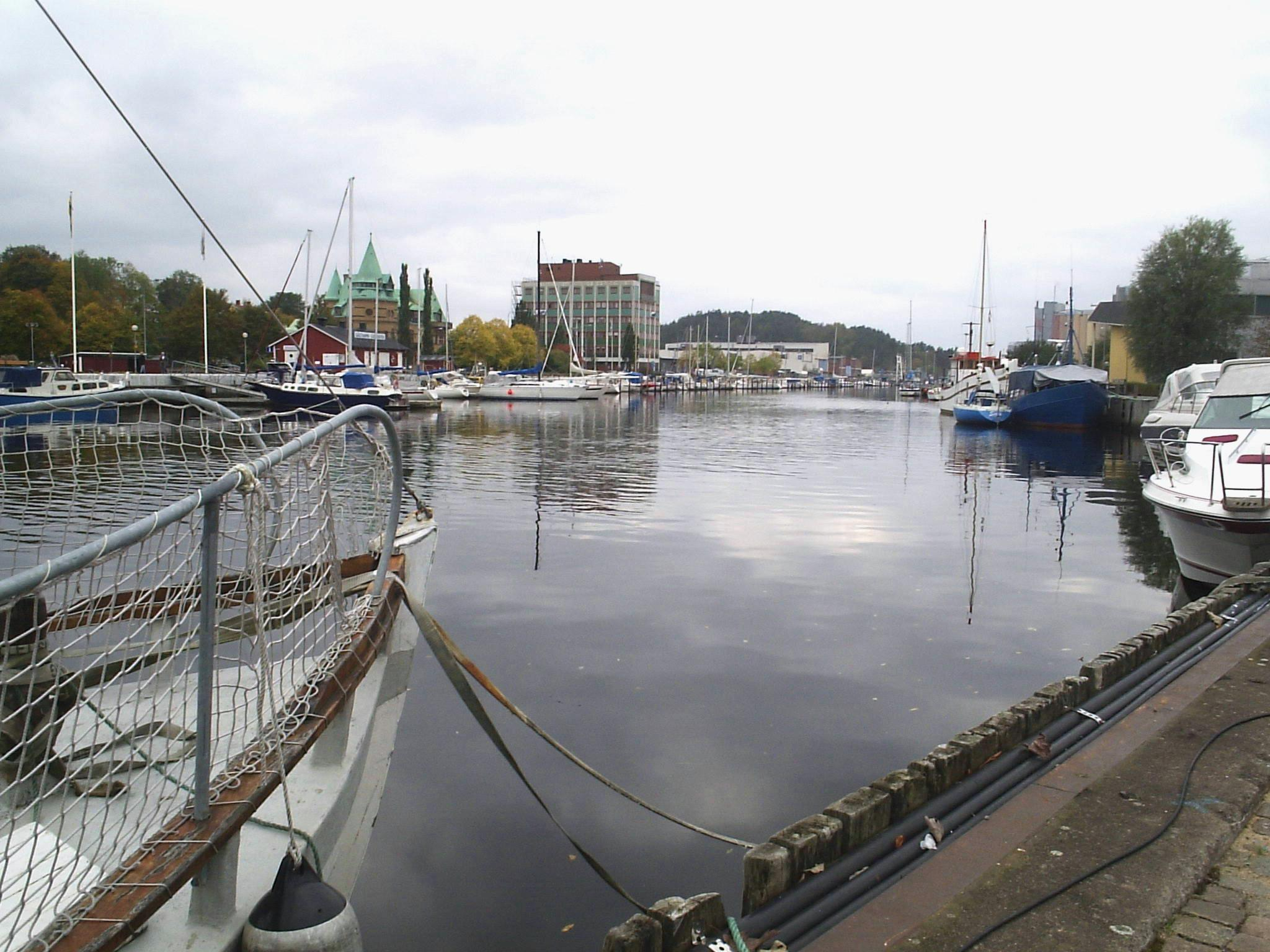
O porto de Uddevalla
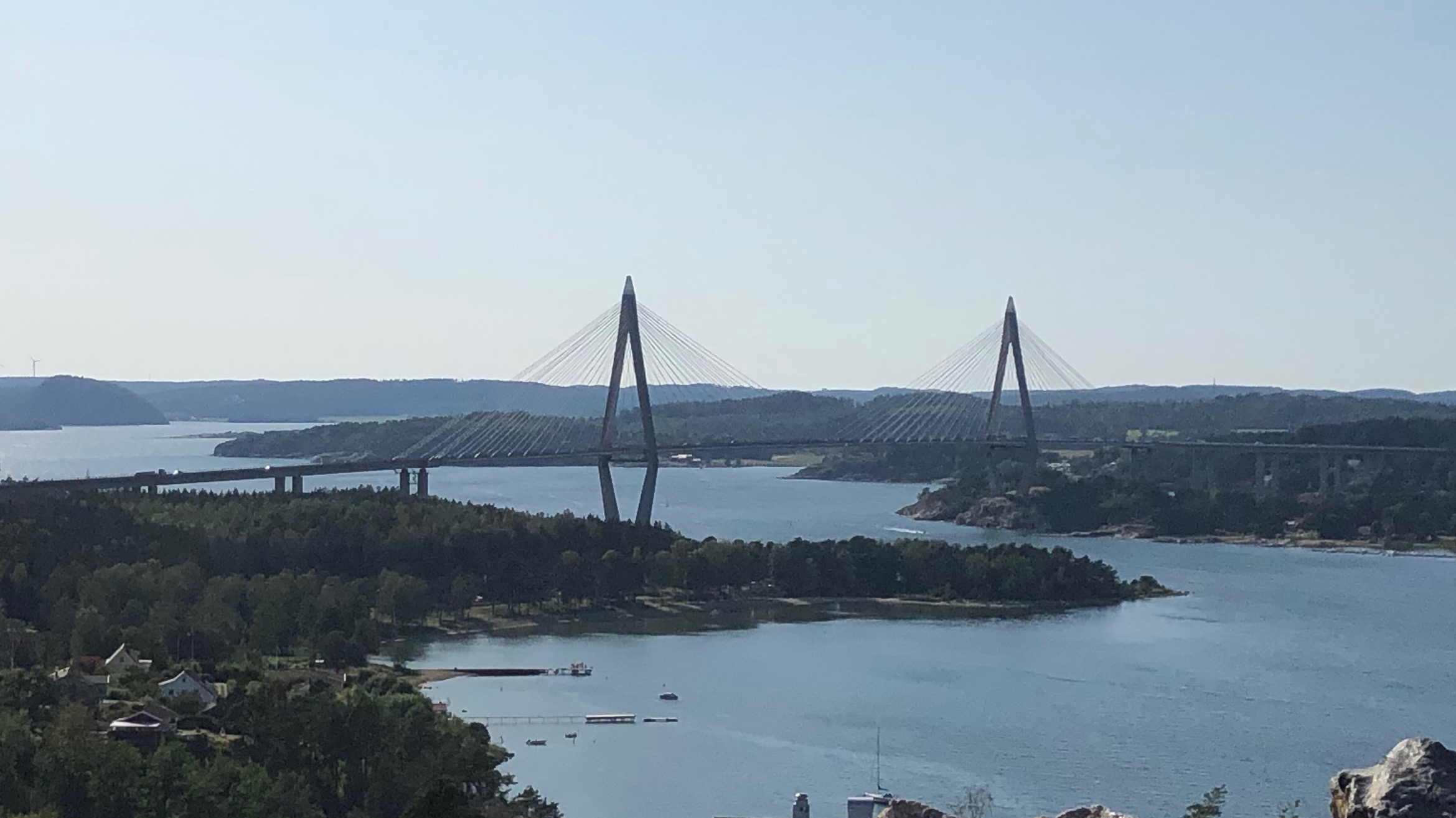
A ponte de Uddevalla sobre o fiorde Byfjorden
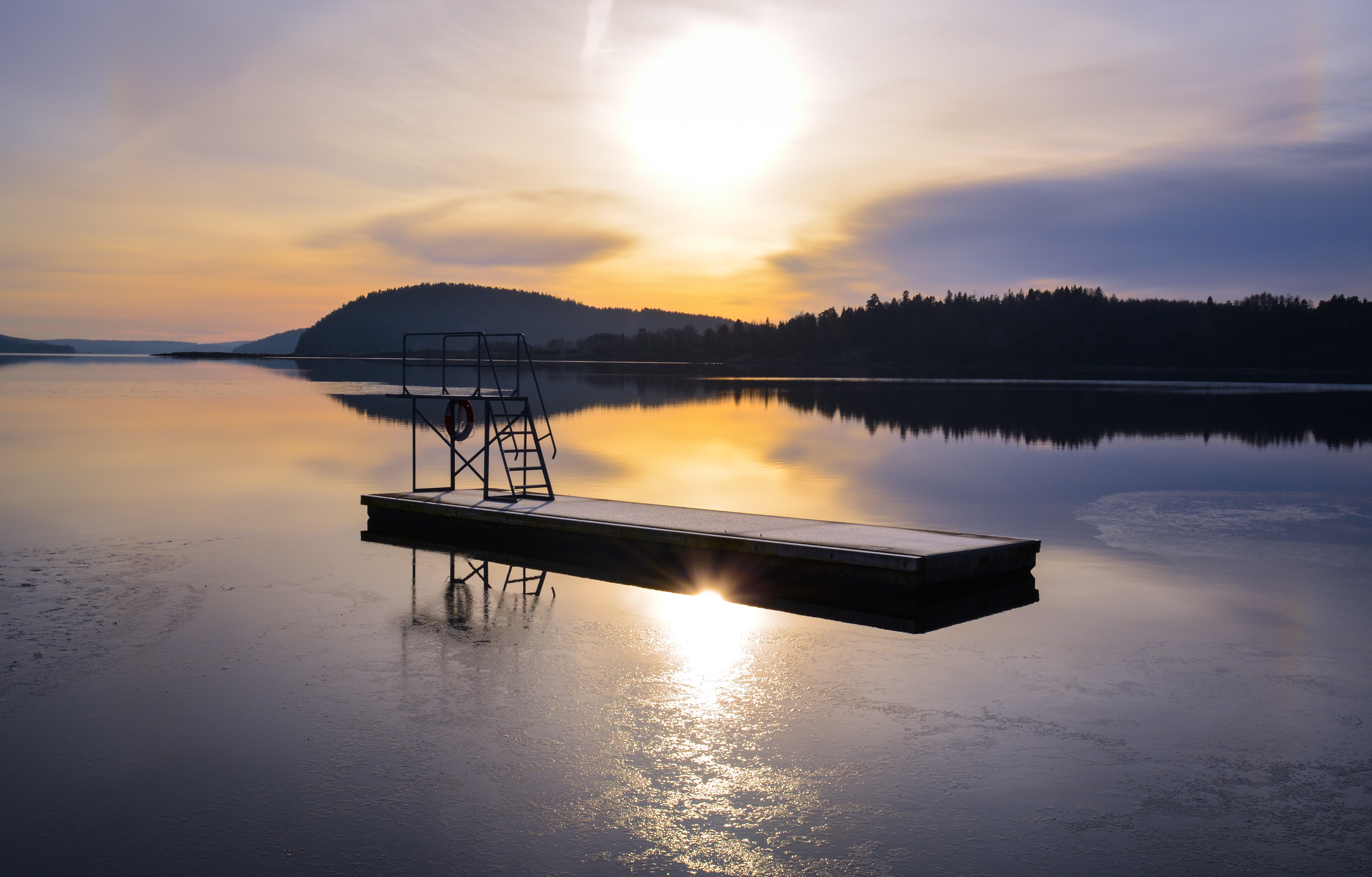
O fiorde Havstensfjorden